# Австралия на зимних Олимпийских играх 2002
Австралия принимала участие в Зимних Олимпийских играх 2002 года в Солт-Лейк-Сити (США) в пятнадцатый раз за свою историю, и завоевала две золотые медали. Сборная страны состояла из 25 спортсменов (13 мужчин, 12 женщин), которые приняли участие в соревнованиях по горнолыжному спорту, фигурному катанию, фристайлу, шорт-треку и сноуборду.

## Медалисты
| Медаль | Спортсмен       | Вид спорта | Дисциплина          |
| ------ | --------------- | ---------- | ------------------- |
| Золото | Стивен Брэдбери | Шорт-трек  | Мужчины, 1000 м     |
| Золото | Алиса Кэмплин   | Фристайл   | Женщины, акробатика |